# Neolecta
Neolecta ist eine systematisch recht isoliert stehende Gattung der Schlauchpilze, die alleine die Klasse Neolectomycetes bildet. Die Arten sind Saprobionten in feuchten Wäldern. 

## Merkmale
Neolecta bildet ein vielkerniges Myzel. Das Askokarp wird als Apothecium ausgebildet, das gestielt und fleischig ist. Ein Gewebe zwischen den Asci wird nicht gebildet. Die zylindrischen Asci werden direkt von zweikernigen Zellen gebildet, die nacheinander Karyogamie, Meiose und eine weitere mitotische Teilung durchmachen, wodurch acht Ascosporen entstehen. 
Eine anamorphe Form ist nicht bekannt.

## Systematik
Die Gattung bildet eine eigene Klasse innerhalb der Taphrinomycotina.
Es gibt mindestens vier Arten:
- Neolecta aurantiaca
- Neolecta flavovirescens
- Neolecta irregularis
- Neolecta vitellina